# Grantham
Grantham ist eine Mittelstadt mit etwa 45.000 Einwohnern in der englischen Grafschaft Lincolnshire und Verwaltungssitz des Districts South Kesteven. Sie ist die Heimatstadt der britischen Premierministerin Margaret Thatcher und Schulstätte von Isaac Newton.

## Lage und Klima
Die Stadt Grantham liegt in einem Tal zu beiden Seiten des River Witham etwa 35 km (Fahrtstrecke) östlich von Nottingham und ca. 50 km südlich von Lincoln in einer Höhe von etwa 60 m. Das Klima ist gemäßigt und wird in hohem Maße von der ca. 50 km östlich gelegenen Nordsee beeinflusst.

## Bevölkerungsentwicklung
| Jahr      | 1861   | 1901   | 1951   | 2001   | 2021   |
| Einwohner | 11.121 | 17.593 | 19.711 | 38.590 | 44.927 |

Das stetige Bevölkerungswachstum der Stadt beruht im Wesentlichen auf der immer noch anhaltenden Zuwanderung von Familien aus den ländlichen Gebieten im Umland („Landflucht“).

## Wirtschaft
Im Mittelalter und der frühen Neuzeit war Grantham das wirtschaftliche Zentrum eines in hohem Maß von der Viehzucht und somit von der Woll- und Lederproduktion geprägten Umlands. Im 19. Jahrhundert erlebten der Maschinenbau und die metallverarbeitender Industrie einen großen Aufschwung, doch ist deren Bedeutung im 20. Jahrhundert deutlich zurückgegangen. Heute spielt vor allem die Nahrungsmittelindustrie eine Rolle.
Mit RAF Barkston Heath befindet sich einige Kilometer außerhalb ein Standort des britischen Militärs.

## Geschichte
Der Ort Grantham geht auf die angelsächsische Besiedlung der britischen Inseln zurück, erlangte jedoch erst im 10. Jahrhundert während der Herrschaft der dänischen Wikinger größere Bedeutung. Im Domesday Book von 1086 wird Grantham als Marktstadt mit rund 1.000 Einwohnern erwähnt. Im Mittelalter galt der an einer Fernstraße zwischen Nord- und Südengland gelegene Ort als wichtiger Handelsplatz für Wolle und Lederwaren.

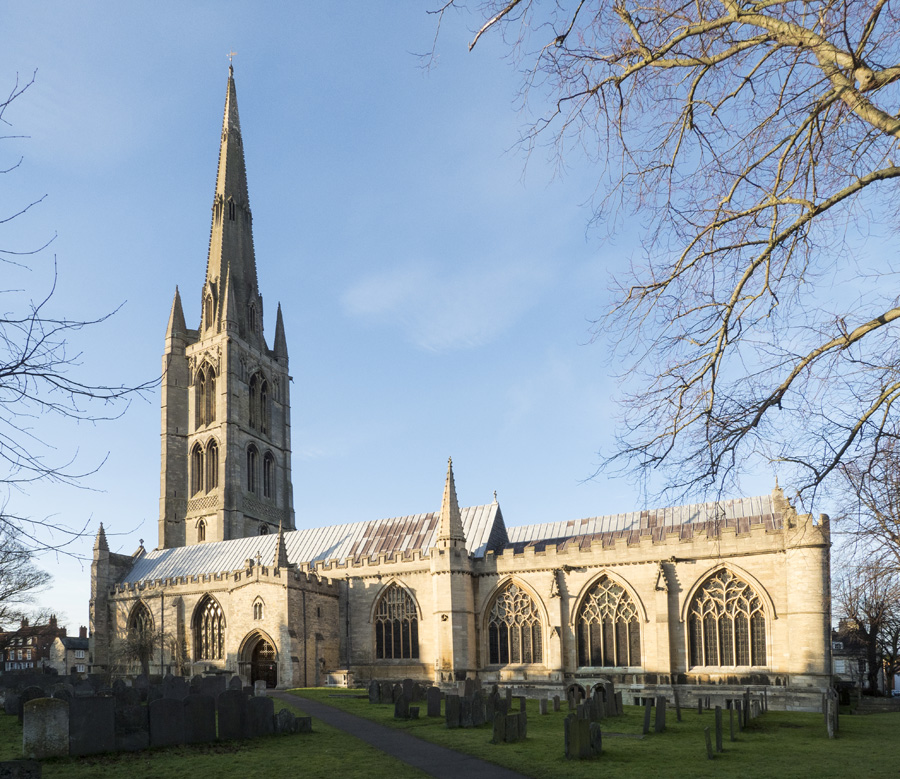
St Wulfram’s Church in Grantham

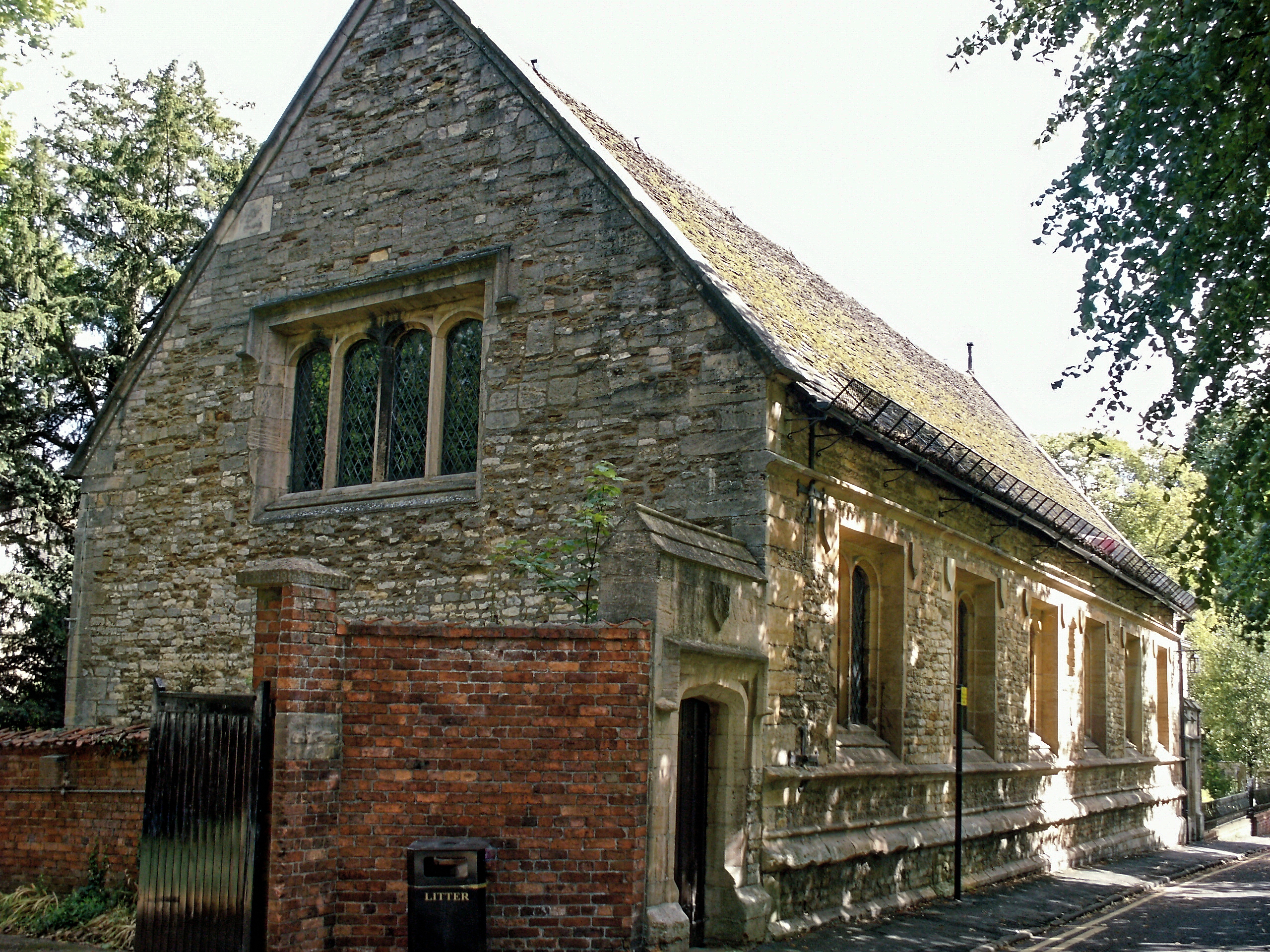
King's School – Isaac Newtons Schulhaus

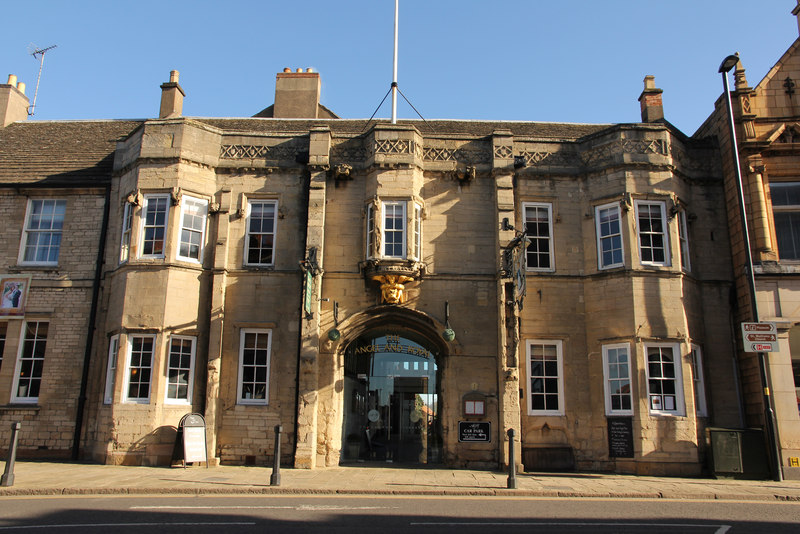
Angel and Royal Hotel

Im 13. und 14. Jahrhundert entstand – als Stiftung reicher Woll- und Lederhändler – in Grantham die St Wulfram’s Church, deren ca. 85 m hoher Kirchturm bis heute die Silhouette der Stadt prägt. Im Jahr 1598 wurde in der Kirche eine der ersten öffentlich zugänglichen Bibliotheken Großbritanniens eingerichtet. Der 1643 im Nachbardorf Woolsthorpe-by-Colsterworth geborene spätere Wissenschaftler Isaac Newton besuchte von 1655 bis 1660 die King’s School in Grantham. Weitere bekannte Absolventen der bis heute bestehenden Bildungseinrichtung waren der Dramatiker Colley Cibber, der Philosoph Henry More und der Politiker William Cecil Burghley.
Im Jahr 1797 wurde die Stadt mit der Eröffnung eines Kanals mit dem Fluss Trent und dem britischen Kanalnetz verbunden. Die Eisenbahn erreichte Grantham im Jahre 1850 zunächst von Nottingham kommend. Zwei Jahre später, 1852, wurde die über Grantham führende Great Northern Railway – die heutige East Coast Main Line zwischen London und Schottland – eröffnet. Mit der verbesserten Verkehrsanbindung ging ein starkes Bevölkerungswachstum einher. Im Jahr 1801 lebten rund 4.300 Einwohner in Grantham, 1851 bereits etwa 11.000.
In der zweiten Hälfte des 19. Jahrhunderts entwickelte sich der Ort zu einem Zentrum des Maschinenbaus. Der Ingenieur Richard Hornsby erfand 1905 in Grantham einen Vorläufer des Kettenlaufwerks. Dessen Patent verkaufte Hornsby einige Jahre später an Benjamin Holt (Gründer einer Vorgängergesellschaft von Caterpillar), der parallel ebenfalls Kettenlaufwerke entwickelt hatte.
Am 27. November 1914, während des Ersten Weltkrieges, wurden in Grantham die ersten weiblichen Polizeikräfte Großbritanniens eingesetzt. Zwei Jahrzehnte später, im Zweiten Weltkrieg, war Grantham ein wichtiger Standort der Rüstungsindustrie. Auch war bereits seit 1937 eine Bomberstaffel der Royal Air Force in Grantham stationiert. Der Ort zählte damit auch zu den Zielen der deutschen Luftwaffe.
Am 13. Oktober 1925 wurde Margaret Thatcher in Grantham geboren. Die spätere Premierministerin des Vereinigten Königreichs lebte dort bis 1944 und besuchte die Kesteven and Grantham Girls Grammar School.
Im Jahr 1974 erfolgte eine Neugliederung der Verwaltungsgrafschaften Englands. Die bisherige Verwaltungsgrafschaft Kesteven, der Grantham seit 1888 angehörte, wurde aufgelöst und in die Grafschaft Lincolnshire integriert, die bis dato nur eine zeremonielle Grafschaft war.

## Sehenswürdigkeiten
- Bis auf wenige Ausnahmen sind alle historischen Bauten der Stadt aus Ziegelsteinen erbaut – so auch das Geburtshaus von Margaret Thatcher.
- Bedeutendste Sehenswürdigkeit von Grantham ist die mittelalterliche St Wulfram’s Church mit ihrem insgesamt ca. 85 m hohen Spitzturm.
- Verschwunden ist das im 13. Jahrhundert hier errichtete Eleanor-Kreuz.
- Das Angel and Royal-Hotel wird bereits im Mittelalter erwähnt und ist – trotz vieler Umbauten – eins der traditionsreichsten Hotels Englands.

Umgebung
- Ca. 10 km westlich liegt das im 19. Jahrhundert erbaute Belvoir Castle, das wiederholt als Filmkulisse gedient hat.

## Städtepartnerschaft
Seit 1980 besteht eine Städtepartnerschaft zwischen Grantham und dem nordrhein-westfälischen Sankt Augustin.

## Söhne und Töchter der Stadt

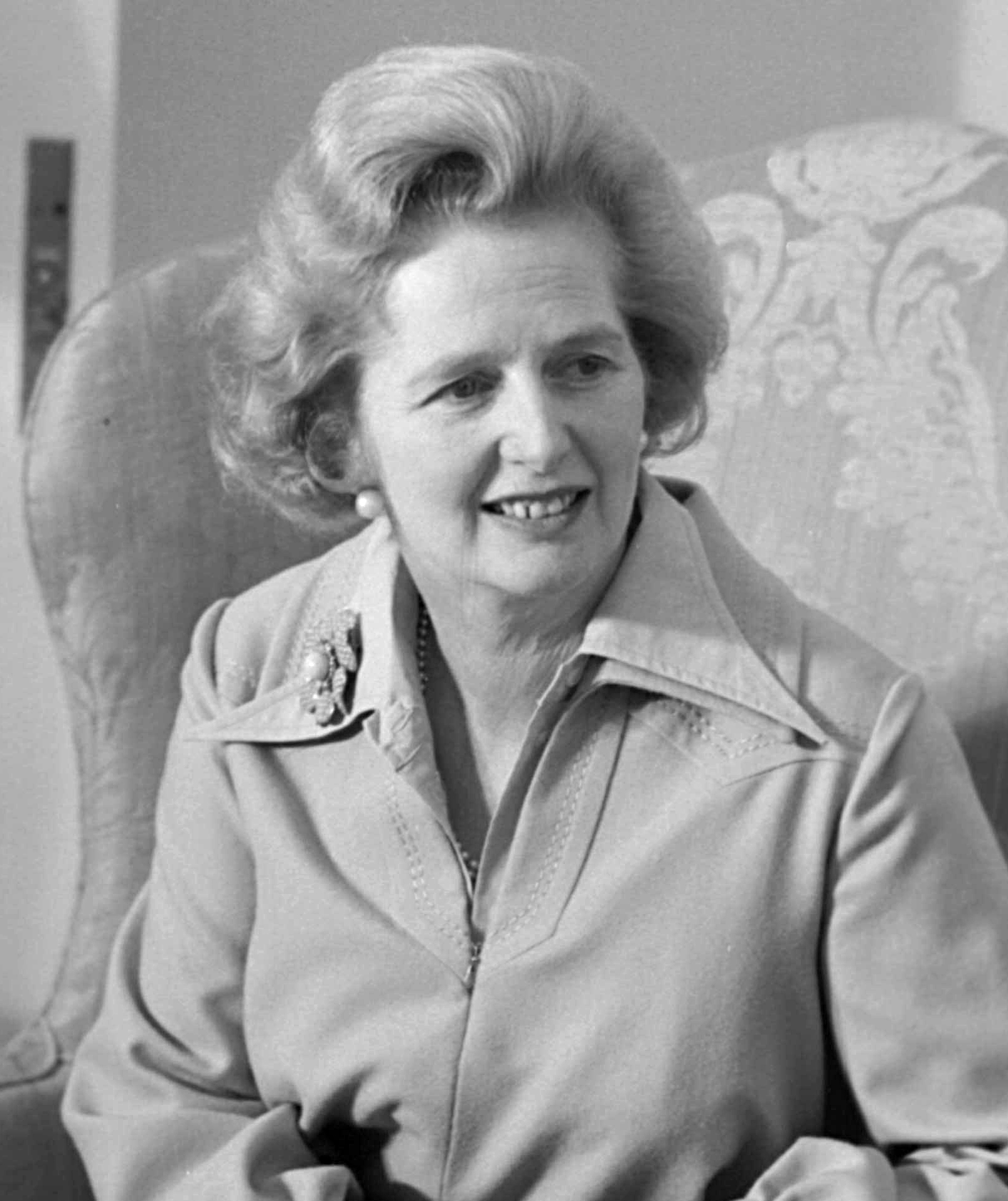
Margaret Thatcher (1975)

- Henry More (1614–1687), Philosoph und Dichter
- Jessie Lipscomb (1861–1952), Bildhauerin
- Charles Dixon (1873–1939), Tennisspieler
- Judy Campbell (1916–2004), Schauspielerin
- Syd Cain (1918–2011), Filmarchitekt und Storyboard-Designer
- Nicholas Parsons (1923–2020), Schauspielerin und Moderator
- Margaret Thatcher (1925–2013), Politikerin, Premierministerin des Vereinigten Königreiches
- Nicholas Maw (1935–2009), Komponist
- Vince Eager (* 1940), Pop-Musiker
- Margot Parker (* 1943), Politikerin
- Roger Blandford (* 1949), Astronom und Astrophysiker
- Jason Williamson (* 1970), Sänger der Sleaford Mods
- Lewis Davey (* 2000), Sprinter
- Amy Hunt (* 2002), Sprinterin
- Freya Colbert (* 2004), Schwimmerin